# Amtsgericht Wächtersbach
Das Amtsgericht Wächtersbach war ein preußisches Amtsgericht mit Sitz in Wächtersbach.

## Vorgeschichte
In Kurhessen erfolgte 1821 die Trennung der Rechtsprechung von der Verwaltung und für die Rechtsprechung wurden Justizämter, darunter das Justizamt Wächtersbach, eingerichtet. Es war dem Obergericht für die Provinz Hanau zugeordnet.

## Geschichte
Mit der Annexion Kurhessens durch Preußen 1866 wurden in der neuen Provinz Hessen-Nassau Amtsgerichte eingerichtet. Das Justizamt Wächtersbach wurde entsprechend in das Amtsgericht Wächtersbach umgewandelt. Es war dem Kreisgericht Hanau zugeordnet. Mit der Einführung der Reichsjustizgesetze entstanden 1879 reichsweit einheitlich Amtsgerichte. Das Amtsgericht Wächtersbach behielt damit seinen Namen und erhielt die neuen Funktionen. Es war nun eines der 22 Amtsgerichte im Bezirk des Landgerichtes Hanau. Am Gericht bestand eine Richterstelle. Es war damit ein kleines Amtsgericht im Landgerichtsbezirk. Sein Gerichtsbezirk umfasste aus dem Kreis Gelnhausen der Stadtbezirk Wächtersbach, die Gemeindebezirke Breitenborn, Helfersdorf, Hellstein, Hesseldorf, Leisenwald, Neuenschmidten, Schlierbach, Spielberg, Streitberg, Udenhain, Waldensberg, Weilers, Wittgenborn und Wolferborn und die Gutsbezirke Oberförsterei Salmünster, Udenhain, Schloss zu Wächtersbach und Weiherhof. In der Weltwirtschaftskrise wurden 60 Amtsgerichte als Folge von Sparverordnungen aufgehoben. Mit der Verordnung über die Aufhebung von Amtsgerichten vom 30. Juli 1932 wurde das Amtsgericht Birstein zum 30. September 1932 aufgehoben und sein Sprengel dem Amtsgericht Wächtersbach zugeordnet.
Das Amtsgericht Wächtersbach wurde durch das Zweite Gesetz zur Änderung des Gerichtsorganisationsgesetzes am 1. Juli 1968 aufgehoben.

## Gerichtsgebäude
1855 wurde das Amtsgerichtsgebäude errichtet. Das ehemalige Amtsgerichtsgebäude (Bahnhofstraße 2) steht als Kulturdenkmal unter Denkmalschutz.